# Illiberale Demokratie
Der Begriff der illiberalen Demokratie bezeichnet ein Regierungssystem, das einige demokratische Merkmale besitzt, in der andererseits aber bestimmte liberale Freiheiten nicht garantiert werden.
Die genaue Bedeutung ist nicht eindeutig. Der Ausdruck wird in jüngerer Zeit benutzt, um eine autoritäre Art der repräsentativen Demokratie zu benennen, in der Politiker de jure demokratisch legitimiert sind, aber die Bevölkerung in der Ausübung von Grundrechten eingeschränkt ist; in diesem Sinne verwendete Fareed Zakaria den Ausdruck wohl erstmals 1997 prominent im politischen Journal Foreign Affairs. Andererseits wird klassisch unter einer illiberalen Demokratie ein System verstanden, das den institutionellen Anforderungen an eine Demokratie genügt, einschließlich der politischen Freiheiten, in dem aber die jeweilige politische Mehrheit in ihren Entscheidungen nicht (z. B. durch eine Verfassung) auf Wahrung allgemeiner Freiheitsrechte verpflichtet ist. Klassische Denker wie etwa John Stuart Mill (On Liberty, 1863) betonten diese Gefahr der Demokratie, zur Tyrannei der Mehrheit und damit illiberal zu werden.
Den Politikwissenschaftlern Wolfgang Merkel, Hans-Jürgen Puhle, Aurel Croissant, Claudia Eicher und Peter Thiery zufolge ist illiberale Demokratie ein Typus der defekten Demokratie – neben exklusiver Demokratie, Enklavendemokratie und delegativer Demokratie. Diese Typen schließen sich nicht gegenseitig aus: Beispielsweise waren mehrere illiberale Demokratien in Osteuropa in den 1990er-Jahren zugleich delegativ. Im Zusammenhang dieser Auseinandersetzung um den besten und genuinen Demokratietypus steht auch der Streit in Israel um das Justizgesetz des Jahres 2023, das die Einschränkung der bisherigen Befugnisse des Obersten Gerichtshofs gegenüber der Legislative beinhaltet.

## Beschreibung
Der „Defekt“ der illiberalen Demokratie liegt in der „Dimension des liberalen Rechts- und Verfassungsstaats“, insbesondere im Bereich der bürgerlichen Freiheitsrechte. Charakteristisch für eine illiberale Demokratie ist demnach, dass die Regierung zwar durch freie, allgemeine und faire Wahlen demokratisch legitimiert ist, sie aber „Grund-, Menschen-, Freiheits- und Bürgerrechte verletzt“. Es handelt sich hier um eine Form der elektoralen Demokratie, in der neben der Herrschaft der Mehrheit keine weiteren Grundrechte obersten Verfassungsrang haben. Die rechtsstaatliche Bindungswirkung konstitutioneller Normen ist gering. Dabei ist ein effektiver Rechtsschutz, insbesondere die Kontrolle der Legislative (und Exekutive) durch die Judikative, eingeschränkt oder beseitigt. In diesem Ansatz finden sich Anklänge an einen demokratisch fundierten Rechtspositivismus, in dem die Rechtsnormen allein durch die (demokratisch legitimierte) Legislative gesetzt werden.

## Ursachen und Wirkung
Illiberale Demokratien sind in allen Weltregionen anzutreffen. Man findet sie vor allem in Demokratisierungsprozessen unterworfenen Staaten, deren politische Vergangenheit keinen Pluralismus kennt. Ohne diese Tradition der friedlichen Koexistenz verschiedener politischer Ideen oder auch des geübten demokratischen Diskurses schränkt das Handeln der demokratisch gewählten Parteien oder Staatsoberhäupter individuelle Freiheiten und Grundrechte ein. Dies kann geschehen, wenn die Verfassung des Staates keinen Schutz dieser Freiheiten festschreibt oder das Regime sich über sie hinwegsetzt. Grund dafür ist die Annahme der regierenden Gruppierung, dass sie durch die Wahl von der Bevölkerung ermächtigt wurde, so zu handeln, wie sie es für richtig hält, ohne Rücksicht auf bestehende Gesetze, solange sie nur regelmäßig Wahlen abhält.
Oft wird dabei die politische Macht zentralisiert, d. h., es existiert entweder keine Gewaltenteilung oder verschiedene selbständige Institutionen der Administration werden aufgelöst, damit die Regierung direkten Einfluss auf deren Ebenen des Staates ausüben kann. Ein weiteres wichtiges Merkmal ist der Mangel an Freiheitsrechten, wie beispielsweise der Meinungs- und Versammlungsfreiheit der Opposition. Weiterhin werden die öffentlichen Medien oft vom Staat kontrolliert und unterstützen das Regime. Nichtregierungsorganisationen können Restriktionen unterliegen oder ganz verboten sein. Kritiker werden durch Bürokratie, wirtschaftlichen Druck oder sogar Gewalt bedrängt. Ein Kennzeichen illiberaler Demokratien: Faktisch wird das politisch-thematische Framing durch polarisierende Positionen verschoben.

## Verbreitung
Das Spektrum illiberaler Demokratien reicht weit: von solchen, die beinahe als liberale Demokratien gelten können, bis zu solchen, die eher Diktaturen ähneln und die man bisweilen auch als Demokraturen klassifiziert. Beispiele finden sich in Osteuropa, Asien, Afrika, Lateinamerika und dem Nahen Osten. Viele illiberale Demokratien haben sich in der Mitte und Ende der 1990er-Jahre herausgebildet.
In einer Rede von 2014 beschrieb Viktor Orbán, Ministerpräsident Ungarns, seine Sicht auf die Zukunft der Staatsform von Ungarn als einen „illiberalen Staat“. In seiner Interpretation des illiberalen Staates lehnt Orbán die Werte der liberalen Demokratie zwar nicht grundlegend ab, aber betrachtet sie auch nicht als zentrales Element der staatlichen Organisation.

## Konkrete Beispiele
Folgende europäische Staaten werden bzw. wurden als illiberale Demokratien bezeichnet:
- Albanien nach 1997[9]
- Belarus bis 1996, seitdem Autokratie[10]
- Bosnien-Herzegowina unter Alija Izetbegović 1990–1995
- Bulgarien bis 2001[11]
- Kroatien unter Franjo Tuđman 1992–1999[12]
- Mazedonien 1991–2006[13]
- Polen unter der PiS-Alleinregierung 2015–2023[14]
- Rumänien unter Ion Iliescu 1992–1995[12]
- Russland unter Wladimir Putin zwischen 2000 und 2008 (Selbstbezeichnung der Regierung damals: „Gelenkte Demokratie“) sowie unter Dmitri Medwedew 2008 bis 2012. Seit der erneuten Machtübernahme Putins 2012 gilt Russland als eindeutig autoritär.[15]
- Serbien bzw. Jugoslawien unter Slobodan Milošević 1993–2002[12]
- die Slowakei[16] unter Vladimír Mečiar 1993 und 1996–1997[12]
- die Ukraine unter Leonid Krawtschuk und Leonid Kutschma 1991–2004[12]
- Ungarn unter Viktor Orbán seit 2010,[14] auch Wahlautokratie genannt[17][18]

Beispiele für illiberale Demokratien außerhalb Europas:
- Argentinien 1983, 1990–2000, 2001[19]
- Bolivien 1983–2004[19]
- Brasilien 1990–2004[19]
- Dominikanische Republik 1979–1980 und 1984–1999[20]
- Ecuador 1985–87, 1991–95, 2001–2004[20]
- Guatemala 1996–2004[20]
- Kolumbien 1978–2004[19]
- Mexiko (Stand: Jahresende 2001)[21]
- Peru 1980–1991 und 2001–04[20]
- Philippinen (Stand: Jahresende 2001)[21]
- Thailand (Stand: Jahresende 2001)[21]
- Türkei unter Recep Tayyip Erdoğan[22]
- Venezuela 1989–1998[20]

## Kritik
Der Begriff der illiberalen Demokratie wird unter anderem kritisiert, da er impliziert, Länder befänden sich im Prozess der Demokratisierung oder seien vollwertige Demokratien, wohingegen illiberale Demokratie ein unvollständiger Subtyp von Demokratie sei. Dabei wird beispielsweise durch Regierungen in Ungarn und Polen positiv auf den Begriff der illiberalen Demokratie Bezug genommen.

Der Politikwissenschaftler Philip Manow sieht Ambivalenzen beim Umfang der gegen die illiberale Demokratie geforderten, von der Judikative durchzusetzenden konstitutionellen Normen. Er fordert dort eine Korrektur, wo in den letzten Jahrzehnten Entscheidungen zunehmend über Gerichte und Verfassungsgerichte herbeigeführt worden seien statt über Wahlen und Mehrheiten.
Die Jura-Professorin Laura Münkler diskutiert die Kritik, dass das Gewicht von Verfassungsgerichten eine Form der (undemokratischen) Expertokratie darstelle – wobei Verfassungsrichter dann als Experten angesehen werden, die über demokratischen Mehrheiten stünden.

Der Begriff des Elektoralen Autoritarismus beschreibt dagegen eine Autokratie mit unfreien Wahlen.